# فيلانويفا ديل بارديلو
فيلانويفا ديل بارديلو (بالإنجليزية: Villanueva del Pardillo)‏ هي بلدية ومدينة في منطقة الحكم الذاتي وتقع في منطقة مدريد في وسط إسبانيا. تبلغ مساحة هذه المدينة   (كم²)، ويبلغ عدد سكانها   نسمة حسب إحصاء سنة 2008 م.